# 江田島市
江田島市（えたじまし）は、広島県西部の瀬戸内海島嶼部に位置する市である。

## 地理

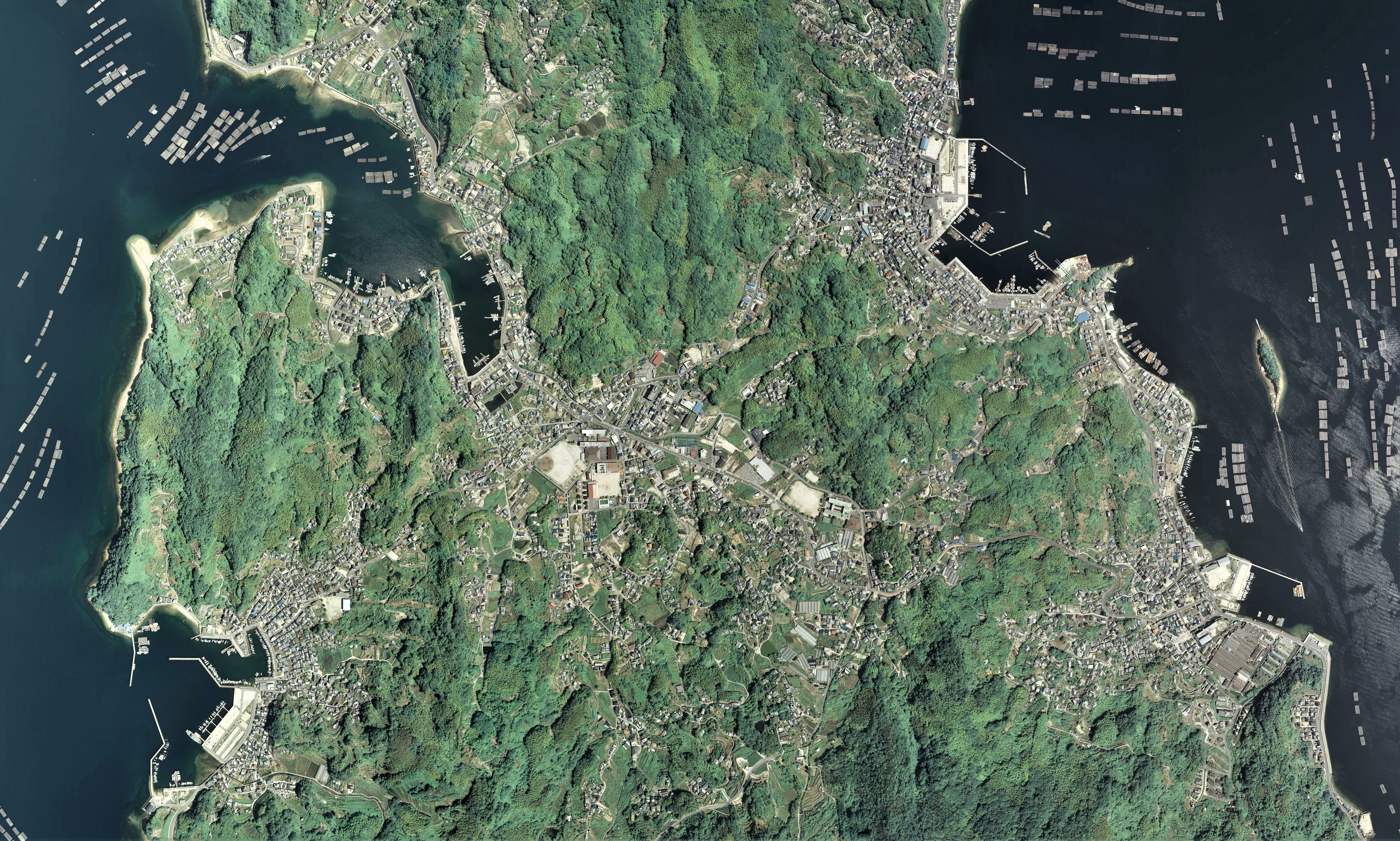
市役所の所在する大柿町大原周辺の空中写真。
2008年6月13日撮影の6枚を合成作成。。

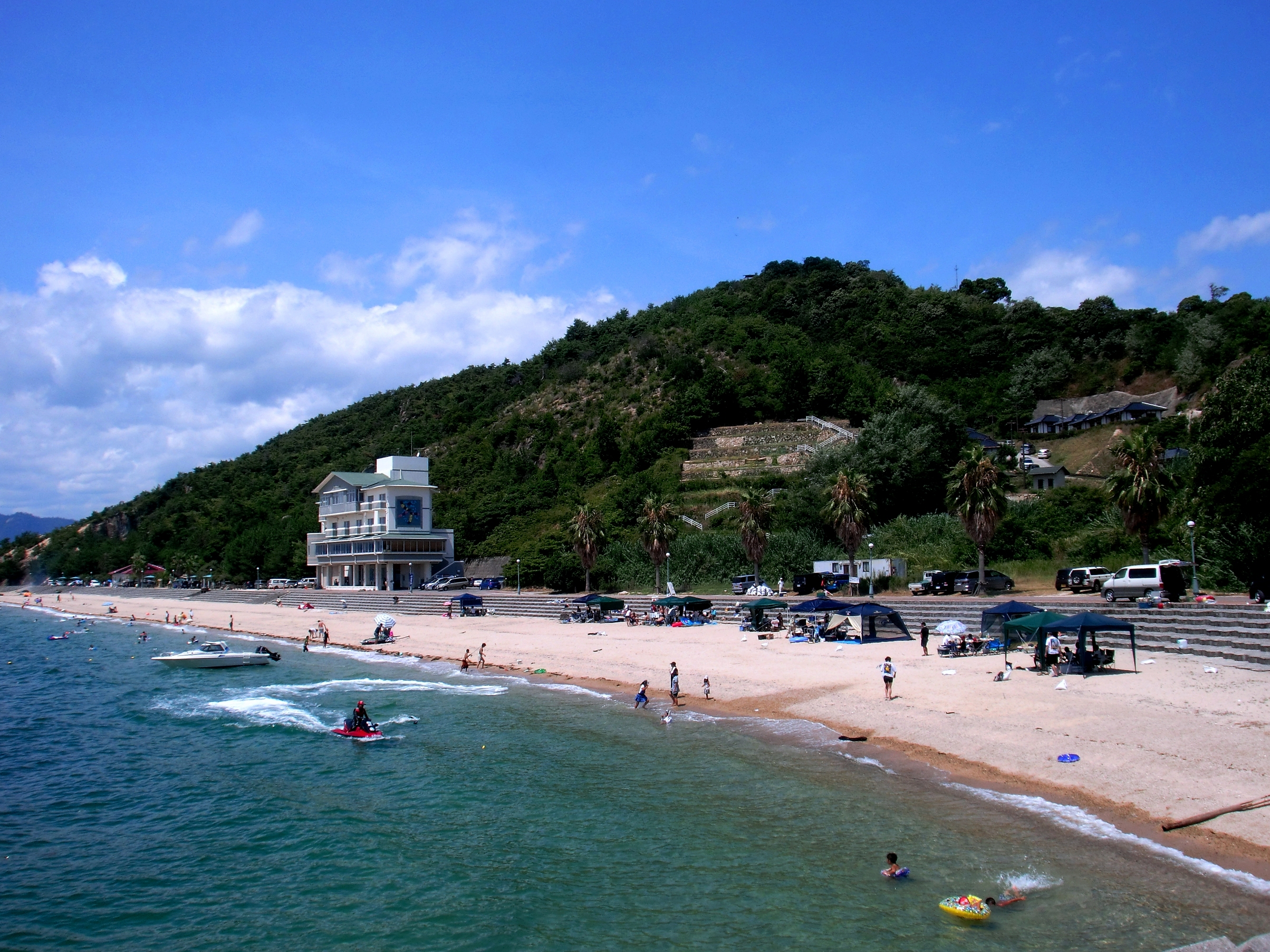
入鹿海水浴場（沖美町是長）

瀬戸内海の広島湾にある江田島と能美島を主な市域とする。江田島と能美島はかつて水域によって分断されていたとされるが、現在は地続きとなっている。また、能美島は西能美島と東能美島に分けて記載されることがあったが、2008年に表記が統一された。
能美島の南西にある大黒神島、沖野島、長島のほか、複数の島を有する。
江田島と能美島の間は湾となっており、江田島湾と呼ばれる。

### 地形

#### 山岳
主な山
- 古鷹山 - 標高394ｍ

#### 海岸
湾岸
- 江田島湾
- 大原湾
- 切串湾

島嶼
- 安渡島
- 江田島
- 絵の島
- 大黒神島
- 沖野島
- 小黒神島
- 長島
- 能美島
- 引島

### 人口
中国地方で最も人口が少ない市である。
| |                                          |  |
| 江田島市と全国の年齢別人口分布（2005年） | 江田島市の年齢・男女別人口分布（2005年） |  |
| ■紫色 ― 江田島市 ■緑色 ― 日本全国 | ■青色 ― 男性 ■赤色 ― 女性                |  |
| 江田島市（に相当する地域）の人口の推移 \| 1970年（昭和45年） \| 44,819人 \| \| \| 1975年（昭和50年） \| 43,477人 \| \| \| 1980年（昭和55年） \| 41,892人 \| \| \| 1985年（昭和60年） \| 40,317人 \| \| \| 1990年（平成2年） \| 37,257人 \| \| \| 1995年（平成7年） \| 34,866人 \| \| \| 2000年（平成12年） \| 32,278人 \| \| \| 2005年（平成17年） \| 29,939人 \| \| \| 2010年（平成22年） \| 27,031人 \| \| \| 2015年（平成27年） \| 24,339人 \| \| \| 2020年（令和2年） \| 21,930人 \| \| |                                          |  |
| 総務省統計局 国勢調査より |                                          |  |
| 1970年（昭和45年） | 44,819人                                 |  |
| 1975年（昭和50年） | 43,477人                                 |  |
| 1980年（昭和55年） | 41,892人                                 |  |
| 1985年（昭和60年） | 40,317人                                 |  |
| 1990年（平成2年） | 37,257人                                 |  |
| 1995年（平成7年） | 34,866人                                 |  |
| 2000年（平成12年） | 32,278人                                 |  |
| 2005年（平成17年） | 29,939人                                 |  |
| 2010年（平成22年） | 27,031人                                 |  |
| 2015年（平成27年） | 24,339人                                 |  |
| 2020年（令和2年） | 21,930人                                 |  |

### 隣接自治体・行政区
いずれも海上で隣接する。
- 広島県
  - 呉市 - 架橋あり
  - 広島市（南区）
  - 大竹市
  - 廿日市市
  - 安芸郡：坂町
- 山口県
  - 岩国市

## 歴史

### 現代
- 2004年（平成16年）11月1日 - 安芸郡江田島町、佐伯郡能美町、沖美町、大柿町が合併して、江田島市となる。
- 2006年（平成18年）10月1日 - 地上デジタル放送が開始される。山口県向けの岩国デジタル中継局が野登呂山（沖美町是長）に設けられた。
- 2013年（平成25年）3月14日 - 技能実習生による江田島中国人研修生8人殺傷事件が起きる。
- 2016年（平成28年）8月1日 - 市役所の本庁を能美庁舎から大柿庁舎に移転する[3]。
- 2024年（令和6年）1月13日 - 大柿町陀峯山で山火事が発生。4日にわたり山林約240haが焼失[4]。

## 行政

### 市長
- 市長 : 土手三生（2024年12月5日就任、1期目）[5]

歴代市長
| 代   | 氏名     | 就任日        | 退任日        |
| ---- | -------- | ------------- | ------------- |
| 初代 | 曽根薫   | 2004年12月5日 | 2008年12月4日 |
| 2代  | 田中達美 | 2008年12月5日 | 2016年12月4日 |
| 3代  | 明岳周作 | 2016年12月5日 | 2024年12月4日 |
| 4代  | 土手三生 | 2024年12月5日 | 現職          |

## 議会

### 市議会
- 定数：16人
- 議長：吉野伸康
- 副議長：酒永光志

### 衆議院
- 選挙区：広島2区（広島市（佐伯区・西区）、大竹市、廿日市市、江田島市（旧能美町・沖美町・大柿町域））
  - 任期：2021年10月31日 - 2025年10月30日
  - 当日有権者数：404,009人
  - 投票率：51.48％

| 当落 | 候補者名 | 年齢 | 所属党派   | 新旧別 | 得票数    | 重複 |
| ---- | -------- | ---- | ---------- | ------ | --------- | ---- |
| 当   | 平口洋   | 73   | 自由民主党 | 前     | 133,126票 |      |
|      | 大井赤亥 | 40   | 立憲民主党 | 新     | 70,939票  | ○    |

- 選挙区：広島5区（呉市、竹原市、三原市（旧本郷町域）、尾道市（旧瀬戸田町域）、東広島市（旧安芸津町域）、江田島市（旧江田島町域）、豊田郡）
  - 任期：2021年10月31日 - 2025年10月30日
  - 当日有権者数：242,034人
  - 投票率：54.52％

| 当落 | 候補者名   | 年齢 | 所属党派   | 新旧別 | 得票数   | 重複 |
| ---- | ---------- | ---- | ---------- | ------ | -------- | ---- |
| 当   | 寺田稔     | 63   | 自由民主党 | 前     | 74,362票 | ○    |
|      | 野村功次郎 | 51   | 立憲民主党 | 新     | 41,788票 | ○    |

## 施設

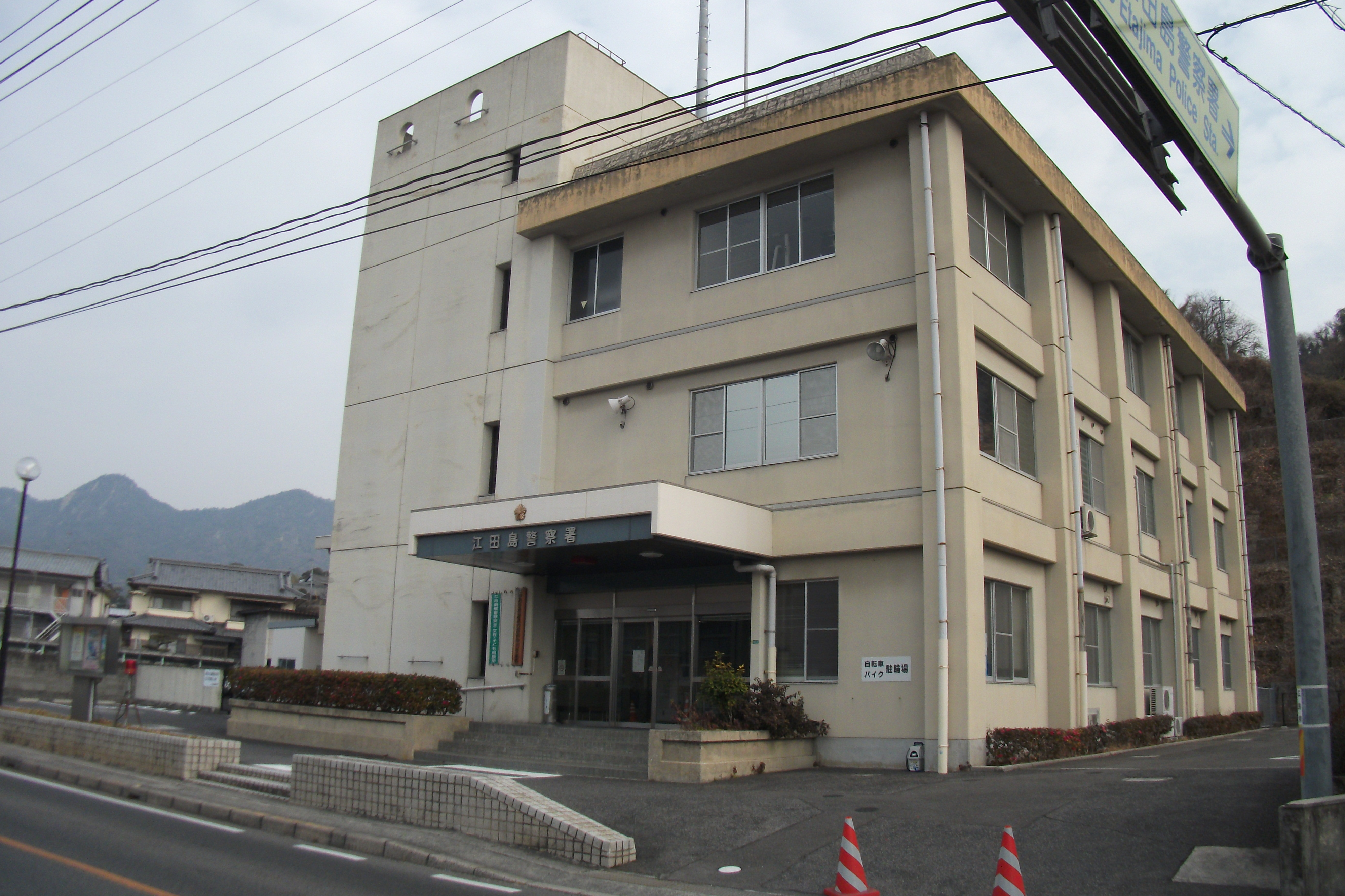
江田島警察署

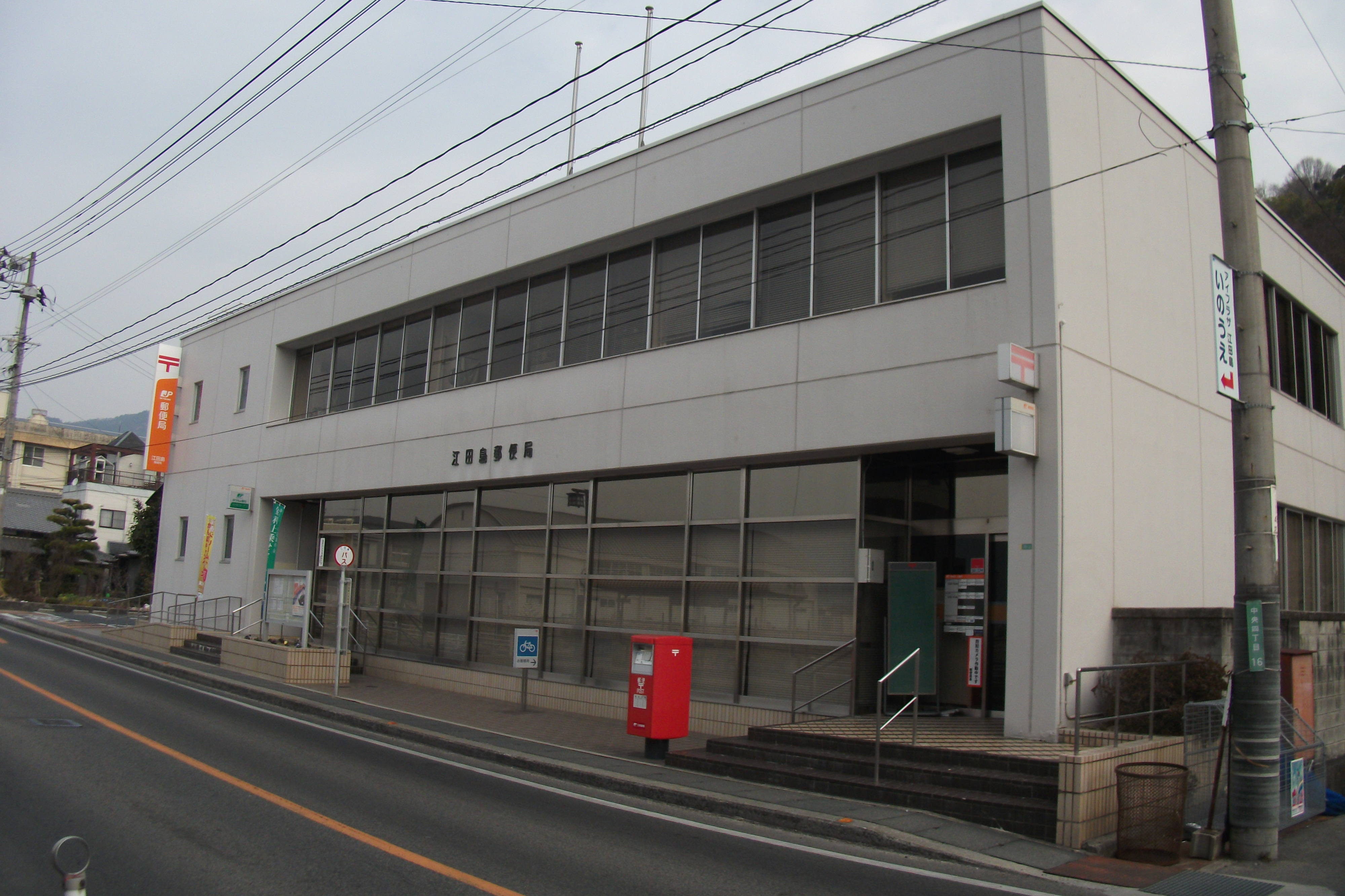
江田島郵便局

### 警察
- 本部
  - 広島県警察 江田島警察署
- 交番
  - 大柿交番（江田島市大柿町大原）
- 駐在所
  - 大君駐在所（江田島市大柿町大君）
  - 沖駐在所（江田島市沖美町畑）
  - 切串駐在所（江田島市江田島町切串2丁目）
  - 小用駐在所（江田島市江田島町小用1丁目）
  - 高田駐在所（江田島市能美町高田）
  - 中町駐在所（江田島市能美町中町）
  - 飛渡瀬駐在所（江田島市大柿町飛渡瀬）
  - 三高駐在所（江田島市沖美町三吉）

### 消防
- 本部
  - 江田島市消防本部
- 消防署
  - 江田島消防署（江田島市江田島町鷲部二丁目17番5号）
- 出張所
  - 能美出張所（江田島市能美町鹿川1275番地3）

### 郵便局
江田島郵便局が市内全域の集配業務を行う。

## 経済

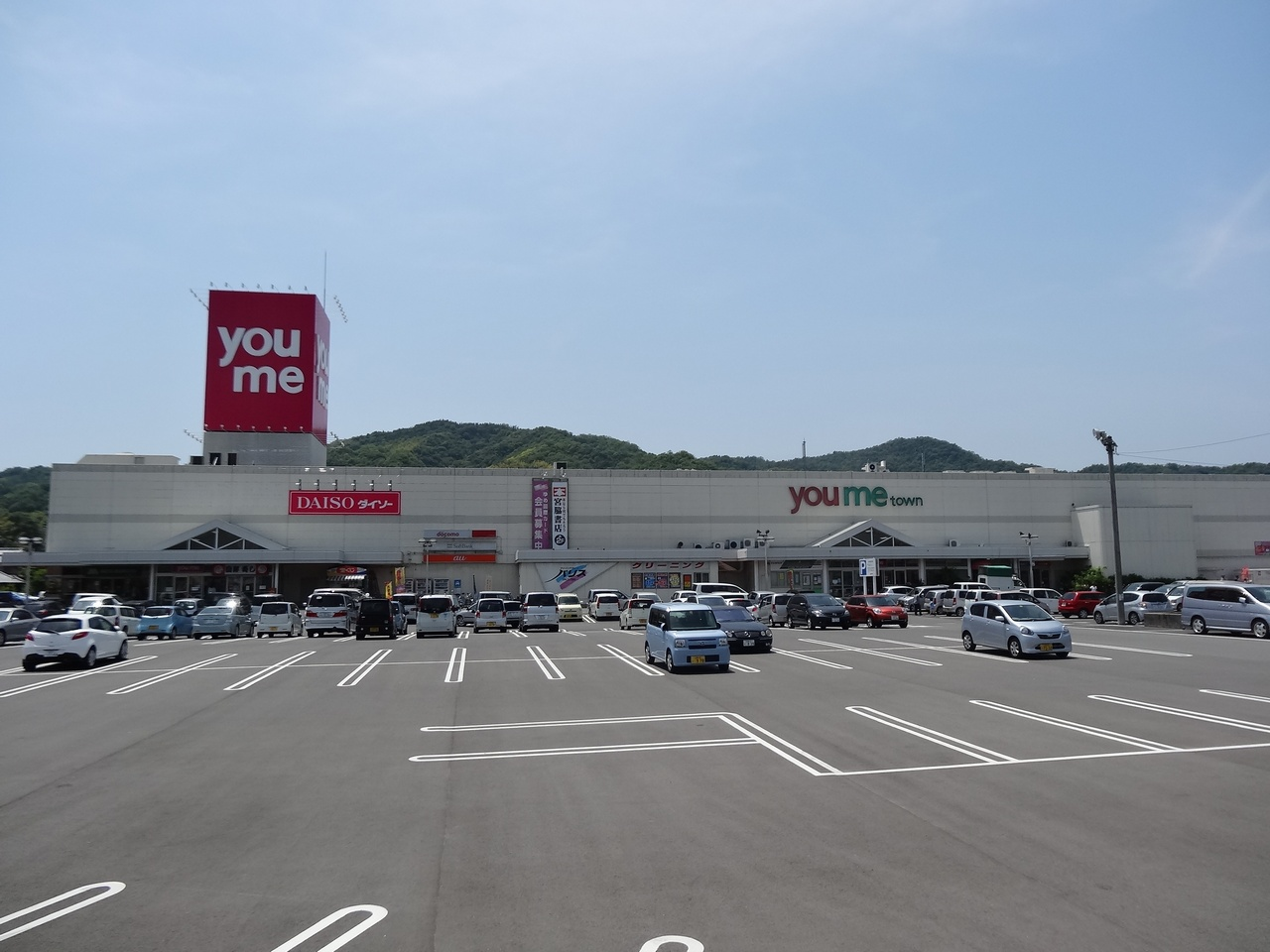
ゆめタウン江田島

名産・特産
- 広島かき
- ウンシュウミカン

### 第一次産業

#### 農業
- 温州みかん
- 瀬戸内レモン

#### 漁業
- 広島かき

主な漁港
- 柿浦漁港
- 深江漁港
- 畑漁港
- 美能漁港
- 世上漁港

### 第二次産業

#### 工業
自衛隊関連の産業 - かつて大本営が置かれたこともある「軍都」広島市と、四大鎮守府の一つが置かれた呉市に挟まれた立地から、戦前より日本軍、とくに海軍の拠点となっていた。
現在も海上自衛隊の施設が数多く存在する。また、火薬などを製造する中国化薬江田島工場がある。

### 第三次産業

#### 商業
- ゆめタウン江田島

## 情報・通信

### マスメディア

#### 中継局
テレビ
- 岩国デジタル中継局
- 大柿テレビ中継局

ラジオ
- 中国放送沖美ラジオ送信所

## 生活基盤

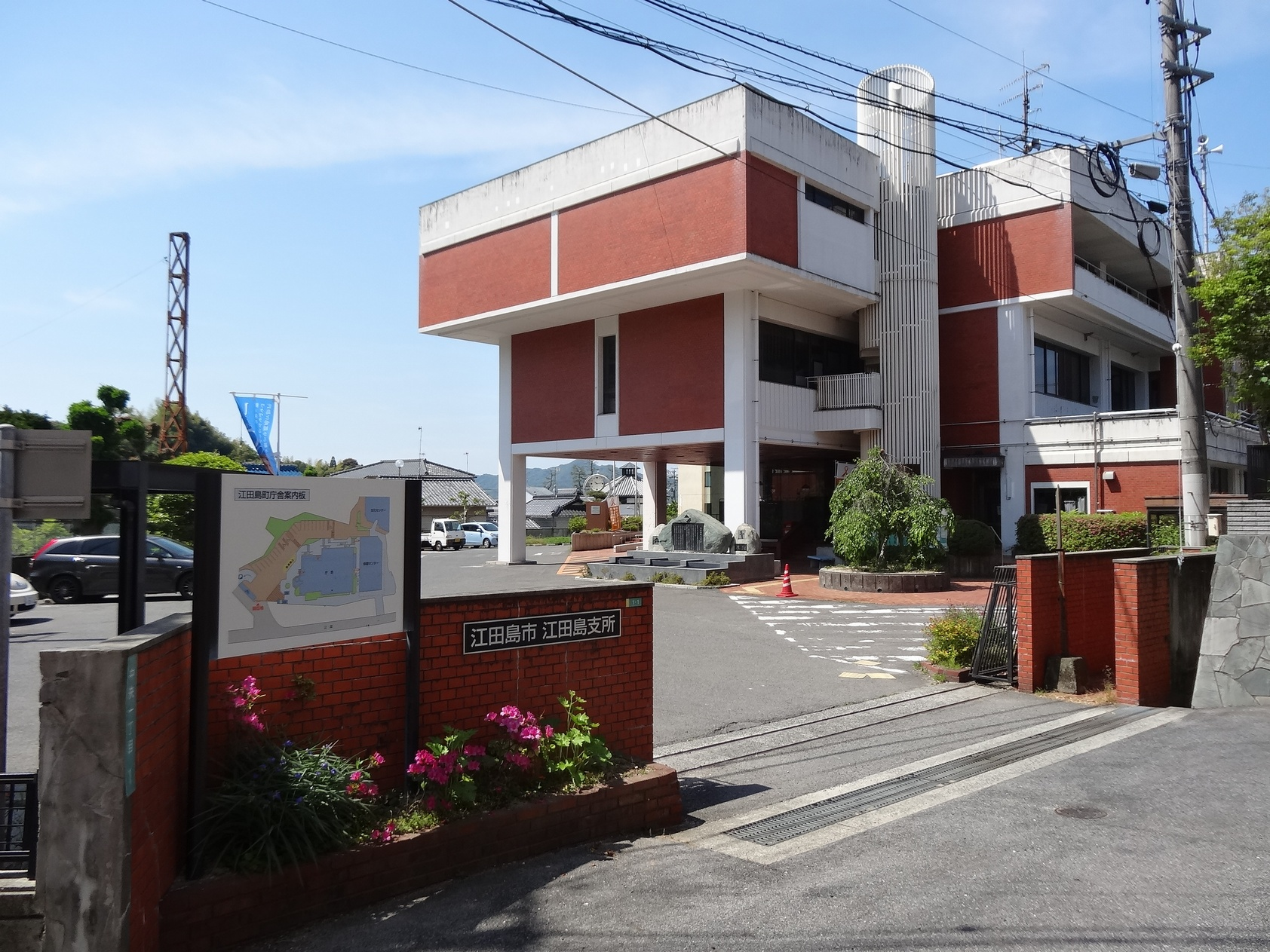
江田島市企業局

### ライフライン

#### 電力
- 中国電力

#### ガス
- 広島ガス

#### 上下水道
- 江田島市企業局

#### 電信
- NTT西日本

## 教育

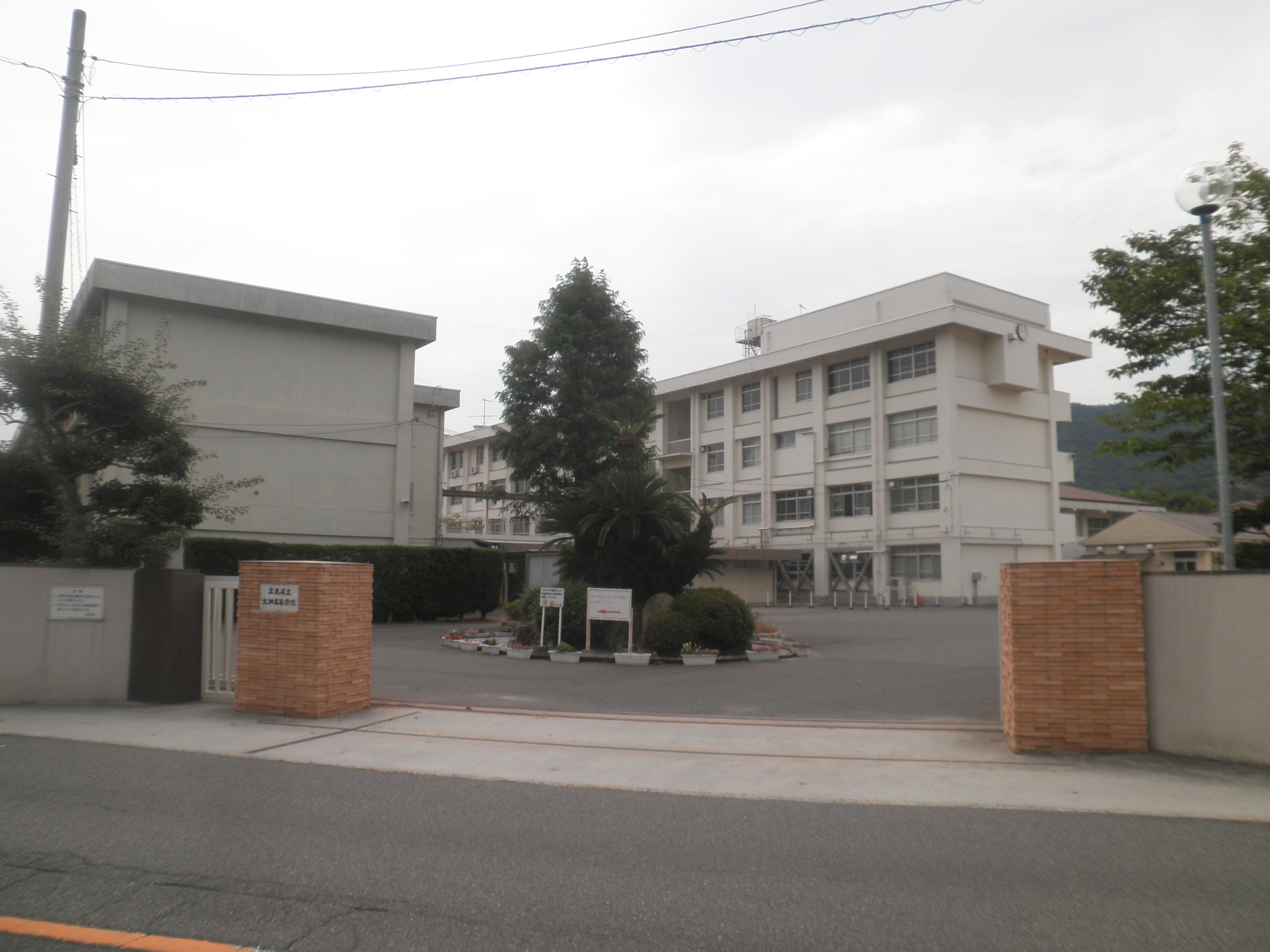
広島県立大柿高等学校

### 高等学校
- 広島県立大柿高等学校（大柿町大原）

### 中学校
- 江田島市立江田島中学校（江田島町小用）
- 江田島市立能美中学校（能美町中町）
- 江田島市立三高中学校（沖美町三吉）
- 江田島市立大柿中学校（大柿町大原）

### 小学校
- 江田島市立江田島小学校（江田島町中央）
- 江田島市立切串小学校（江田島町切串）
- 江田島市立鹿川小学校（能美町鹿川）
- 江田島市立中町小学校（能美町中町）
- 江田島市立三高小学校（沖美町三吉）
- 江田島市立大古小学校（大柿町大原）

### 特別支援学校
- 広島県立呉特別支援学校江能分級

### その他の学校
自衛隊
- 海上自衛隊幹部候補生学校
- 海上自衛隊第1術科学校

自動車教習所
- 江田島自動車学校

### 廃校
高等学校
- 広島県立江田島高等学校（江田島町小用、2010年3月末廃校）
- 広島県立大柿高等学校大君分校（大柿町大君、2009年3月末廃校）

中学校
- 江田島市立沖中学校（沖美町畑）（2006年3月末廃校→能美中学校へ）
- 江田島市立切串中学校（江田島町切串）（2009年3月末廃校→江田島中学校へ）

小学校
- 2006年3月末廃校
  - 江田島市立大須小学校（江田島町大須）（→切串小学校へ）
  - 江田島市立秋月小学校（江田島町秋月）（→江田島小学校へ）
- 2007年3月末廃校
  - 江田島市立沖小学校（沖美町畑）（→鹿川小学校へ）
  - 江田島市立小用小学校（江田島町小用）（→江田島小学校へ）
  - 江田島市宮ノ原小学校（江田島町宮ノ原）（→江田島小学校へ）
  - 江田島市津久茂小学校（江田島町津久茂）（→江田島小学校へ）
- 2009年3月末廃校
  - 江田島市立大君小学校（大柿町大君）（→大古小学校へ）
- 2012年3月末廃校
  - 江田島市立飛渡瀬小学校（大柿町飛渡瀬）（→江田島小学校へ）
- 2014年3月末廃校
  - 江田島市立高田小学校（能美町高田）（→中町小学校へ）
- 2019年3月末廃校
  - 江田島市立柿浦小学校（大柿町柿浦）（→大古小学校へ）

その他
- 江能准看護学院

## 交通

### 道路

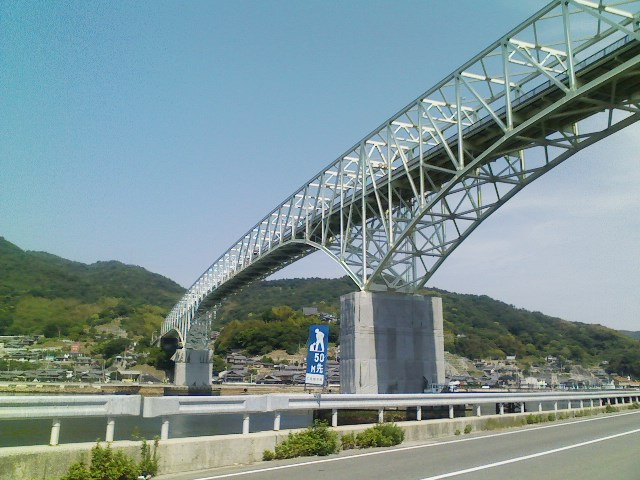
早瀬大橋

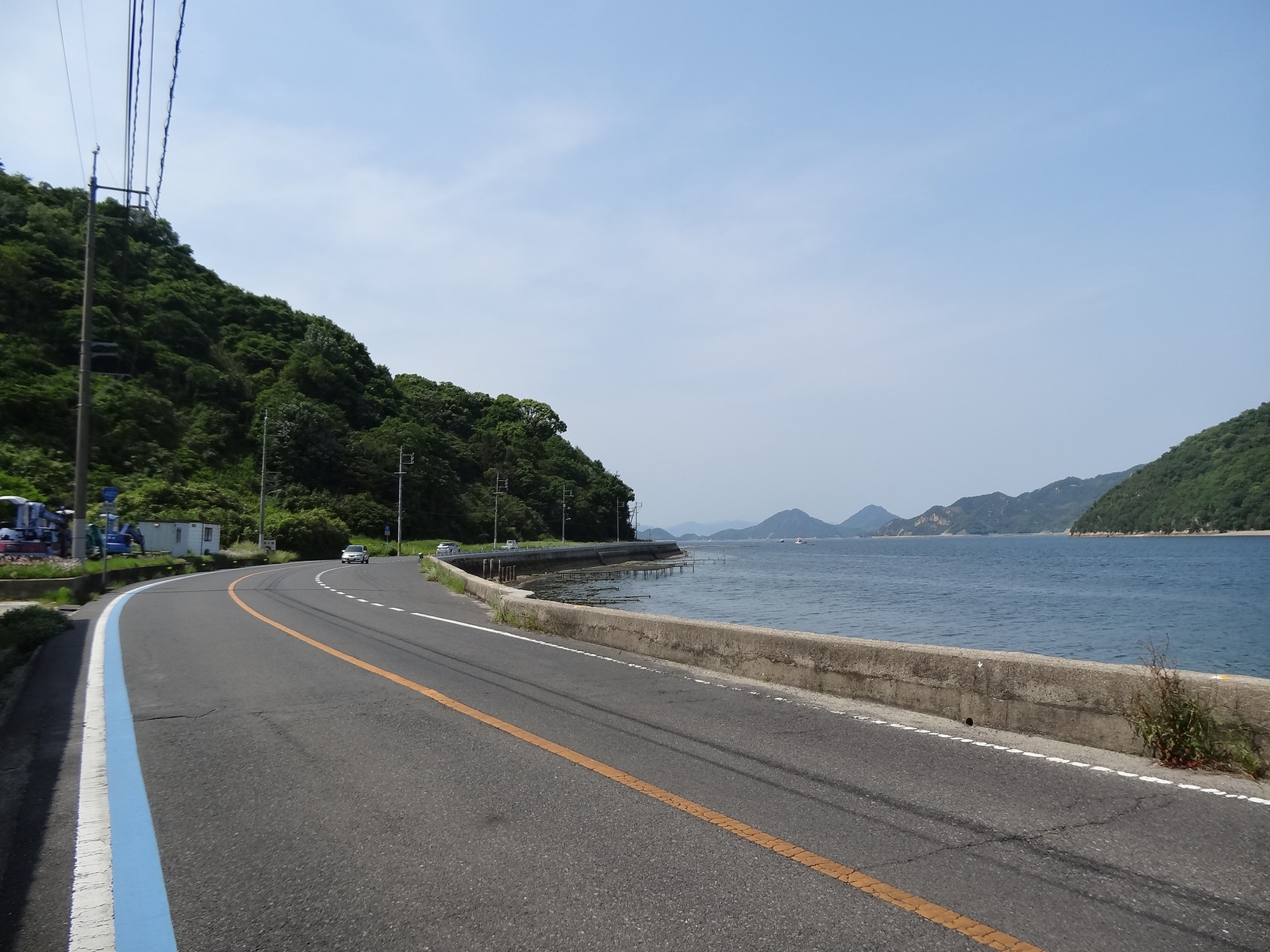
国道487号・県道36号接続地点（能美町高田）

東能美島の東にある呉市の倉橋島とは早瀬大橋で繋がっており、倉橋島と本州とは音戸大橋で繋がっているため、本州との間を自動車で行き来できる。

#### 国道
- 国道487号

#### 県道
- 主要地方道
  - 広島県道36号高田沖美江田島線
  - 広島県道44号江田島大柿線
- 一般県道
  - 広島県道121号大君深江線
  - 広島県道297号石風呂切串線
  - 広島県道298号鷲部小用線
  - 広島県道299号秋月飛渡瀬線
  - 広島県道300号深江柿浦線

### 港湾
- 大須港
- 三高港
- 小用港
- 切串港
- 秋月港
- 中田港
- 中町港
- 高田港
- 大柿港
- 鹿川港
- 鷲部矢の浦港
- 津久茂港
- 内海港
- 鹿田港

### 公共交通

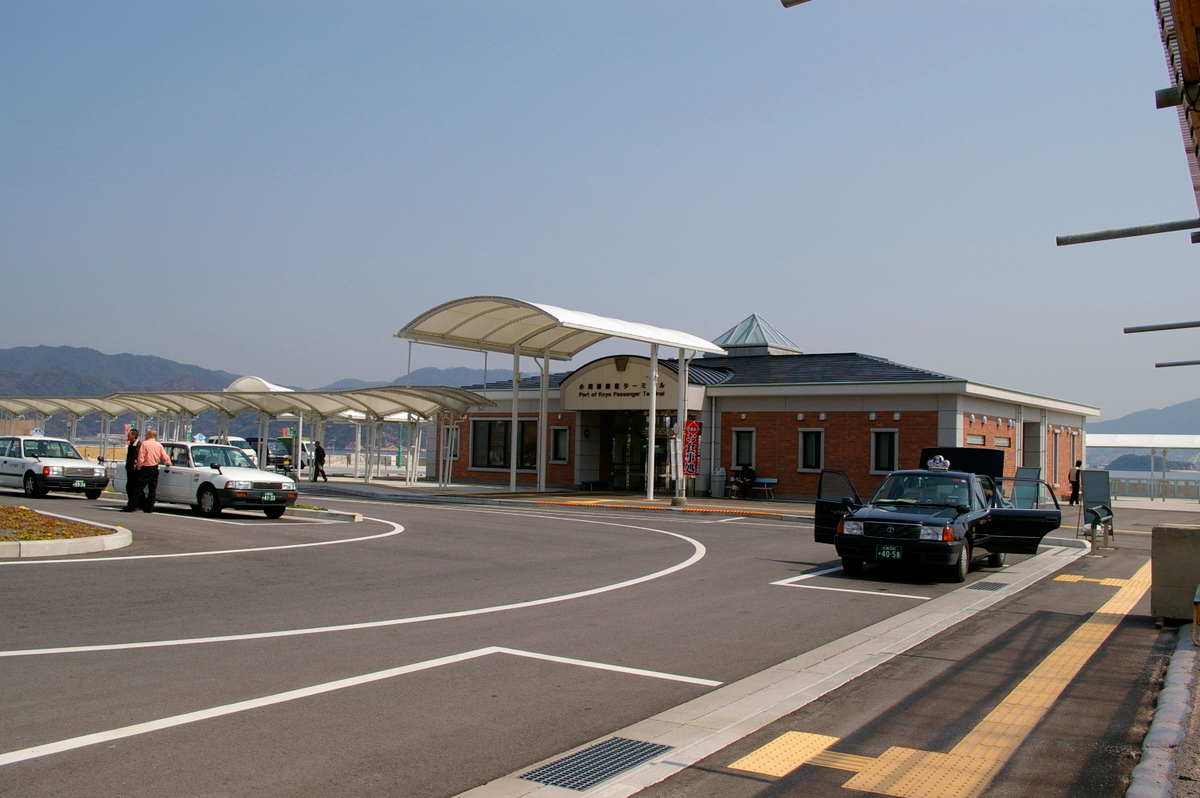
小用港

市内には鉄道が通っていない。JTB時刻表では小用（こよう）バス停（隣接する小用港を含む）が中心駅として記載されている。なお、海上を隔てた最寄り駅は呉線の呉駅。

#### 乗合バス・乗合タクシー

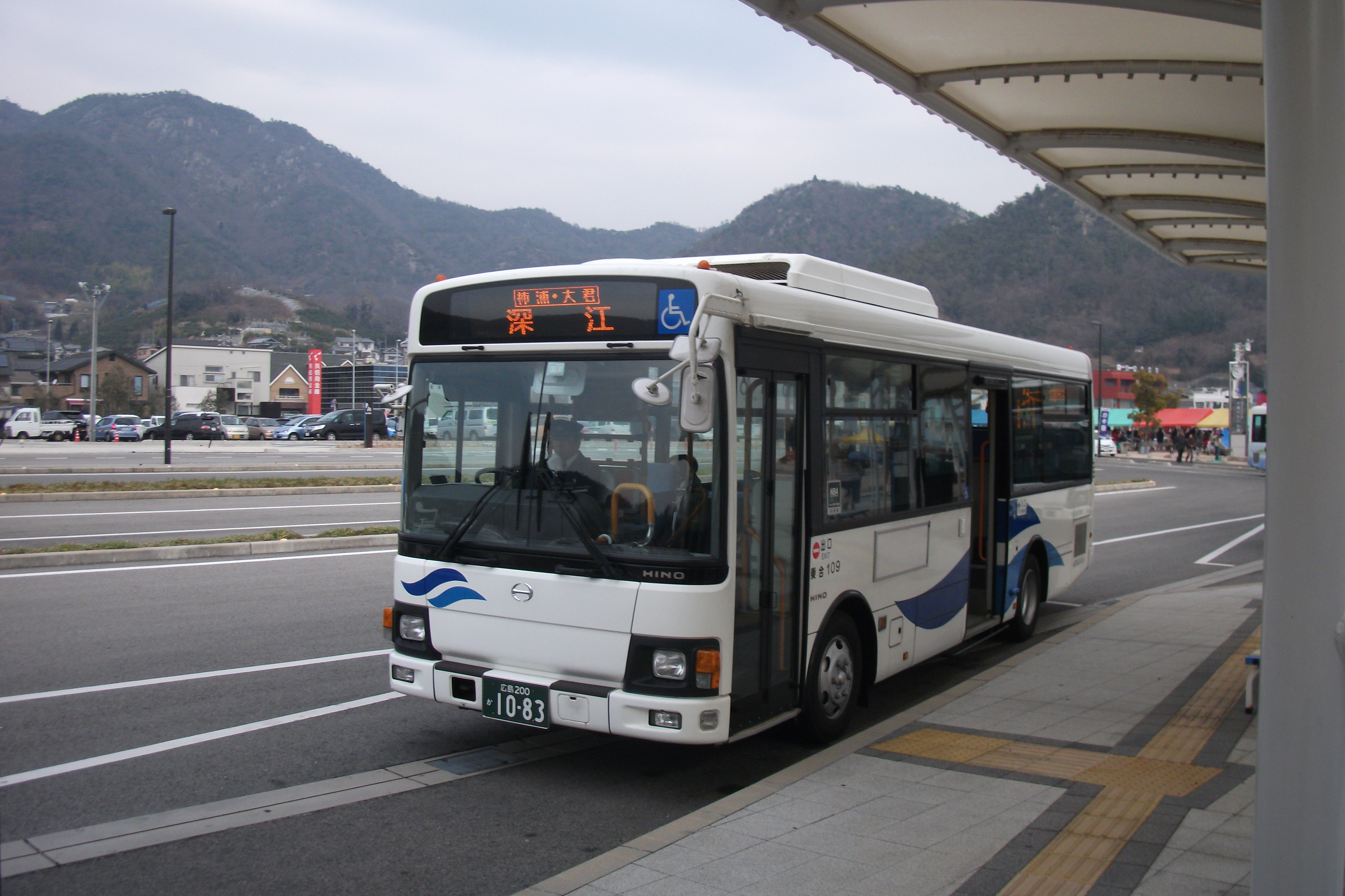
江田島バス

第三セクターの江田島バスが路線バスを複数系統運行している。
宇品より中町港への高速船、宇品や呉から小用への便に合わせ、大柿高校前方面への路線が接続運行されている。
公共交通空白・不便地域の江田島町北部や沖美町では予約制乗合タクシー「おれんじ号」や乗合タクシー「江田島北部朝夕便」を展開している。2010年10月に予約型乗合タクシーの試験運行を開始し、本格運行に移行してからも継続する基準を明示しながら運行している。2012年7月には障害者割引運賃制度を設けた。予約型乗合タクシーの愛称の「おれんじ号」は募集した中から選ばれたもので、市の特産品を採り入れていることやひらがなが明るい印象を与えることが採用理由に挙げられている。
いずれの路線も江田島市内で完結しており、早瀬大橋を渡り倉橋島と繋がるような路線は運行されていない。従って陸路で江田島に向かう公共交通機関は無く、市内への公共交通機関利用での来訪には航路の利用が必要になっている。

#### 航路
広島港（宇品）や呉港（呉中央桟橋・呉ポートピアの天応桟橋）と結ぶ航路でフェリーや高速船、旅客船が運行されている。
- 能美町
  - 高速船 中町～<海上ロッジ>～高田～宇品
- 沖美町
  - フェリー 三高～宇品（瀬戸内海汽船）
- 江田島町
  - フェリー 切串～宇品（上村汽船）
  - フェリー 切串～天応（さくら海運）
  - 高速船 小用～<切串 or プリンスホテル前>～宇品（瀬戸内海汽船）
  - 高速船・フェリー 小用～呉（瀬戸内海汽船）
  - 旅客船 秋月～呉（バンカー・サプライ、運休中）

切串港は、上村汽船の発着場所と、さくら海運・瀬戸内海汽船が使用する桟橋は1kmほど離れた別の場所である。

## 観光・文化・特産品

### 史跡
- 旧海軍兵学校 - 1888年（明治21年）に東京築地から移転し、旧日本海軍の海軍士官養成の地となっていた。現在は海上自衛隊の第1術科学校および幹部候補生学校となっており、一部が見学できる。
- 茶臼山 - 大柿町深江に所在[10]。
- 愚痴聞き地蔵尊 - 大柿町深江に所在[10]。

### レジャー施設
- 国立江田島青少年交流の家
- サンビーチおきみ
- 能美海上ロッジ（2017年営業休止）
- 真道山森林公園キャンプ場
- シーサイド温泉のうみ
- 入鹿海水浴場
- 長瀬海水浴場
- 長浜海水浴場
- 大君ふれあい公園
- 鹿川水源地公園
- 古鷹記念公園
- 小用みなと公園
- 江田島公園
- 鹿田公園

### 特産品
江田島市観光協会のサイトによると、下記の特産品がある。
- 牡蠣
- 広島みかん
- デコポン
- ネーブル
- オリーブ
- ちりめん
- いりこ
- 太刀魚みりん
- いりこみそ
- 黒鯛みそ
- 島華せんべい
- きな粉ボーロ
- 江田島海軍カレー
- みかん羊羹
- 夕日の香
- 夕日のショコラ
- ネーブルマーマレード
- イチジクゼリー
- キュウリ
- 竹炭
- ウコンクッキー

## 出身者・ゆかりの人物
- 井上龍也 - お好み焼き愛好家
- 上林巨人 - プロボクサー
- 河石九二夫 - 広島大学名誉教授、日本外科学会名誉会員、日本輸血学会名誉会員、日本消化器外科学会名誉会員、勲二等瑞宝章・従三位
- 河石達吾 - 水泳選手、ロサンゼルスオリンピック100m自由形銀メダリスト
- 川西幸一 - ミュージシャン、ドラマー、ロックバンド「ユニコーン」のメンバー
- 栗原恵 - 女子バレーボール選手
- 瀬越憲作 - 囲碁棋士
- 大沖 - 漫画家
- 津田喜次郎 - 実業家、「津田式ポンプ」考案者
- 登張竹風 - ドイツ文学者、評論家
- 中本忠子 - 元保護司
- 灘尾弘吉 - 政治家、第60・61代衆議院議長
- 秦康之 - 厚生・環境技官[11]
- 福村晃夫 - 情報工学者、名古屋大学名誉教授、初代人工知能学会会長
- 三村明 - 撮影監督
- 三浦大知 - ダンサー・歌手
- 三浦マイルド - ピン芸人
- やのほのか - タレント[12]、アイドルグループ「STU48」のメンバー（2017年[12] - 2022年[12]）、江田島市広報大使（2019年9月30日[13] - 2022年9月23日[14]）
- 六角紫水 - 漆工芸家